# 1997 في تايلاند
كان عام 1997 هو العام 216 لمملكة راتاناكوسين في تايلاند. تميزت السنة بشكل خاص بالأزمة المالية الآسيوية لعام 1997، وكذلك إصدار دستور تايلاند لعام 1997.
فيما يلي قوائم الأحداث التي وقعت خلال عام 1997 في تايلاند.

## سياسة

### انتهاء فترة المنصب
- 8 نوفمبر – تشافاليت يونجتشايوده رئيس وزراء تايلاند.

## مواليد

### يناير
- 26 يناير – جاكي واكبيروم لاعب كرة قدم تايلاندي.

### مارس
- 17 مارس – ليسا مغنية كورية.

### مايو
- 2 مايو – بام بام مغني تايلندي.

## وفيات

### يوليو
- 28 يوليو – سيني براموج (مواليد 1905) سياسي تايلندي.